# Elizabeth May (triatleta)
Elizabeth Holst May (Lussemburgo, 27 luglio 1983) è una triatleta lussemburghese.
Di origini danesi ha frequentato la Scuola Europea de Lussemburgo ed ha ottenuto un master in diritto presso l'Università di Copenaghen.

## Carriera
Nel 1997 ha gareggiato per la prima volta in una gara di triathlon sprint a Weiswampach in Lussemburgo.
Nel 2002 ha vinto la medaglia d'argento nella categoria under 23 ai campionati europei di duathlon di Teplice in Slovacchia. Nello stesso anno ha vinto un'altra medaglia d'argento nella categoria junior ai campionati europei di duathlon di Zeitz in Germania. Si è, infine, laureata campionessa del mondo di aquathlon - categoria junior - a Cancún in Messico e nella stessa città ha vinto la medaglia di bronzo ai mondiali di triathlon, nella stessa categoria.
Nel 2003 ha vinto la medaglia di bronzo ai Campionati europei di triathlon under 23 di Echternach. Non è andata oltre il 21º posto assoluto agli europei di Karlovy Vary. Si è rifatta, tuttavia, ai mondiali di aquathlon di Queenstown, vincendo la medaglia d'argento.
Nel 2004 vince nuovamente la medaglia d'argento ai mondiali di aquathlon di Madeira. Ai campionati europei di Valencia non va oltre l'11º posto, mentre alle Olimpiadi di Atene si classifica al 17º posto.
L'anno successivo ottiene un ottimo 3º posto alla gara ETU di Ginevra e si classifica al 9º posto agli europei di Losanna.
Nel 2006 è terza sia agli europei under 23 di Fiume sia alla gara di coppa del mondo di Pechino. Ai Campionati del mondo di Losanna si classifica 15º assoluta. Arriva al 15º posto anche ai mondiali dell'anno successivo che si sono tenuti ad Amburgo.
Nel 2008 migliora di una posizione ai mondiali di Vancouver, arrivando al 14º posto assoluto, mentre alle Olimpiadi di Pechino ottiene un deludente 41º posto.
Il 2009 sorride ad Elizabeth, in quanto ottiene la sua prima medaglia nella rassegna europea élite. Ai campionati di Holten arriva 2º assoluta. Nello stesso anno vince la gara di triathlon di Echternach. Sfiora il podio nella gara della serie dei campionati del mondo prevista a Londra.

## Titoli
- Campione del mondo di aquathlon (Élite) - 2011
- Sportiva lussemburghese dell'anno - 2004, 2005, 2006, 2007, 2009